# Cratere Azusa
Azusa  è un cratere sulla superficie di Marte.